# Vùng cao Trung Nga
Vùng cao Trung Nga là một vùng đất bình nguyên không bằng phẳng nằm ở phía nam miền trung nước Nga và đông Ukraina, trải rộng 480,000 km2 mà phía bắc là sông Oka và phía tây nam là sông Donets. Nó là một phần của Đồng bằng Đông Âu rộng lớn. Độ cao trung bình của vùng này khoảng 230–250 m, đỉnh cao nhất cũng chỉ 293 m. Bộ phận phía đông nam của vùng còn được gọi riêng là Vùng cao Kalach trong khi bộ phận phía tây nam còn được gọi riêng là vùng thấp Donets.
Các đơn vị hành chính của Liên bang Nga và Ukraina nằm trong vùng này gồm:

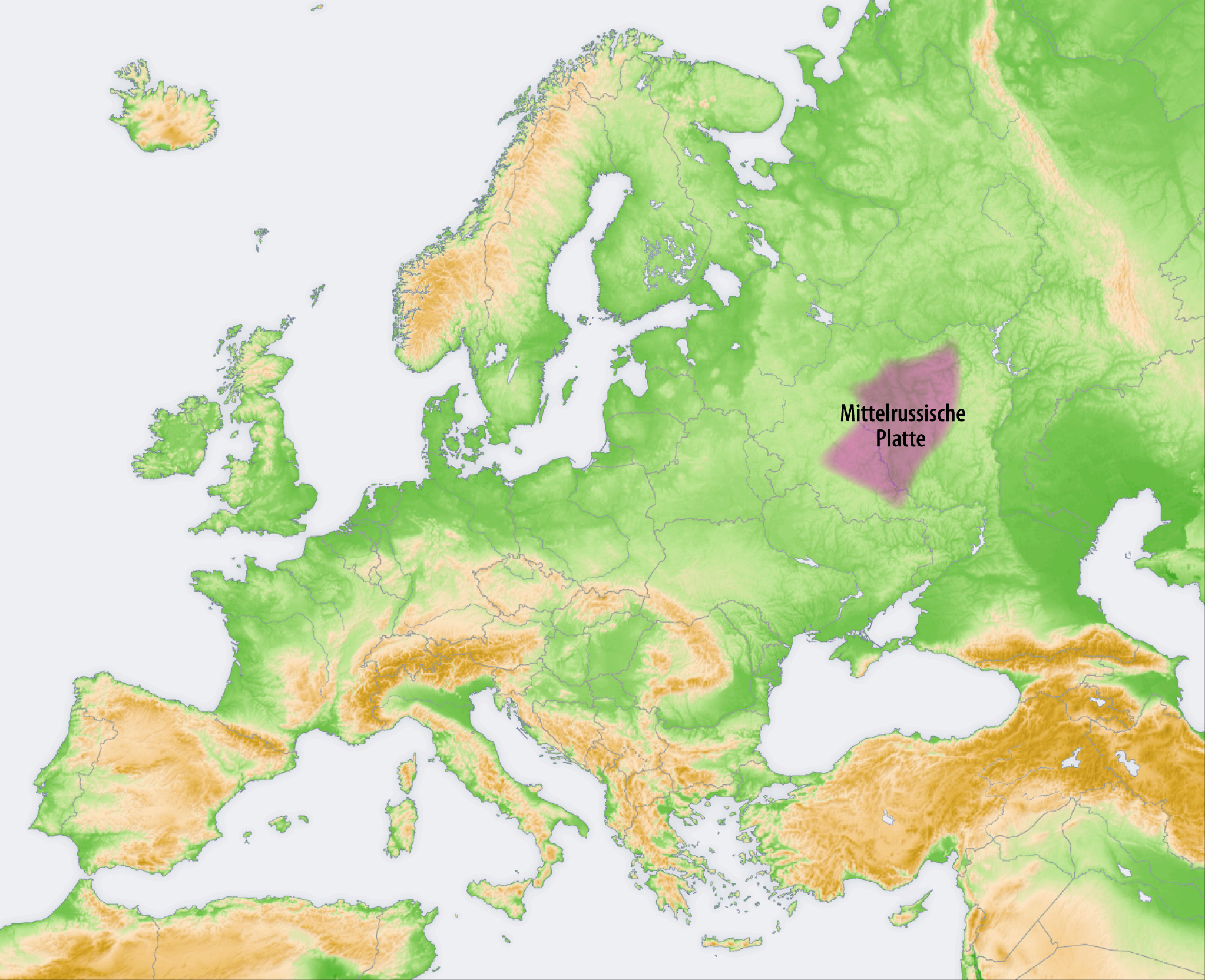
Vị trí của Vùng cao Trung Nga trên bản đồ châu Âu

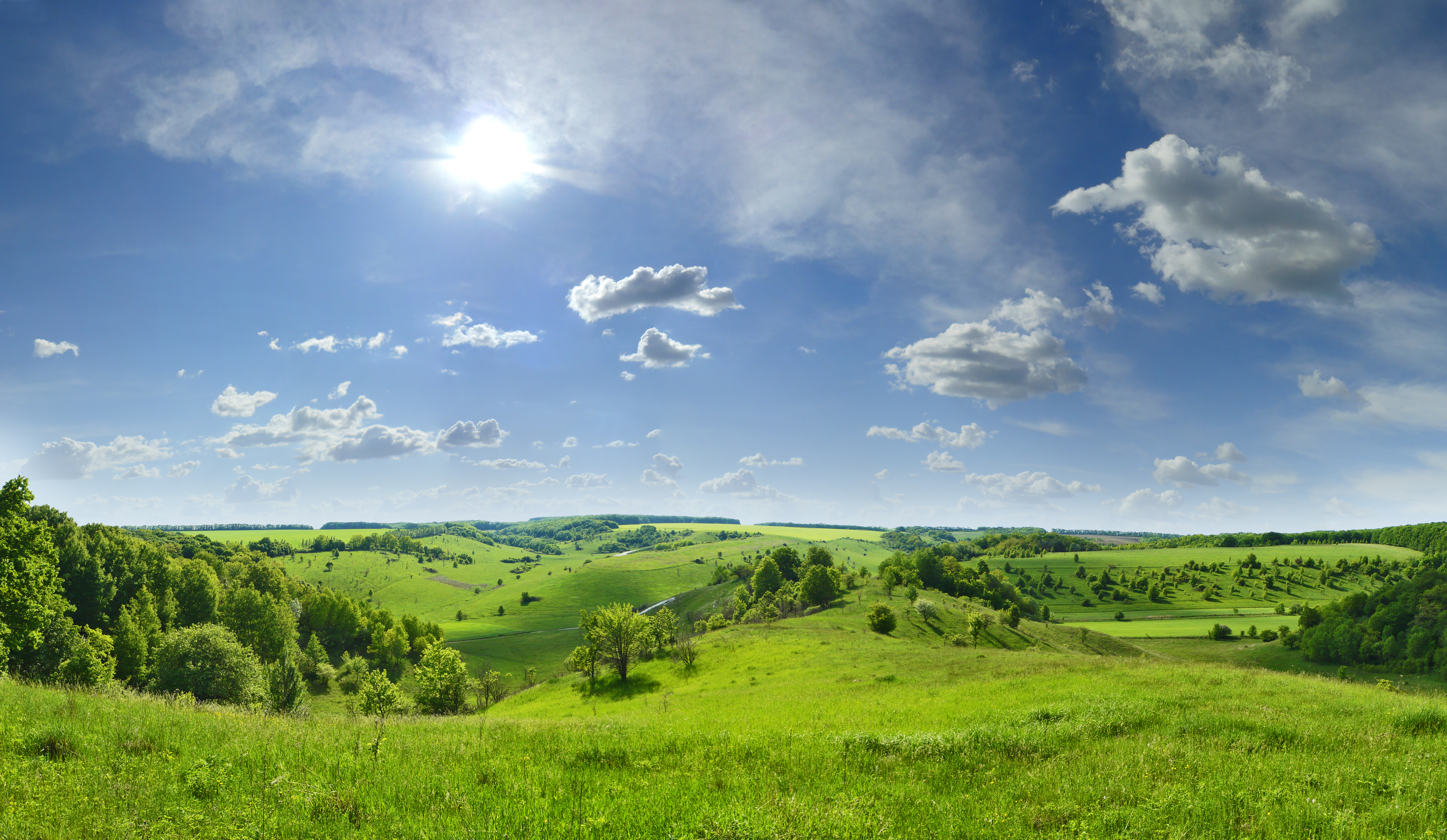
Cảnh điển hình của Vùng cao Trung Nga (Belgorod Oblast)

- Oryol Oblast
- Bryansk Oblast
- Kursk Oblast
- Belgorod Oblast
- Voronezh Oblast
- Rostov Oblast
- Sumy Oblast (Ukraina)
- Kharkiv Oblast (Ukraina)
- Luhansk Oblast (Ukraina)